# Bernsteinmanufaktursgebäude (Königsberg)

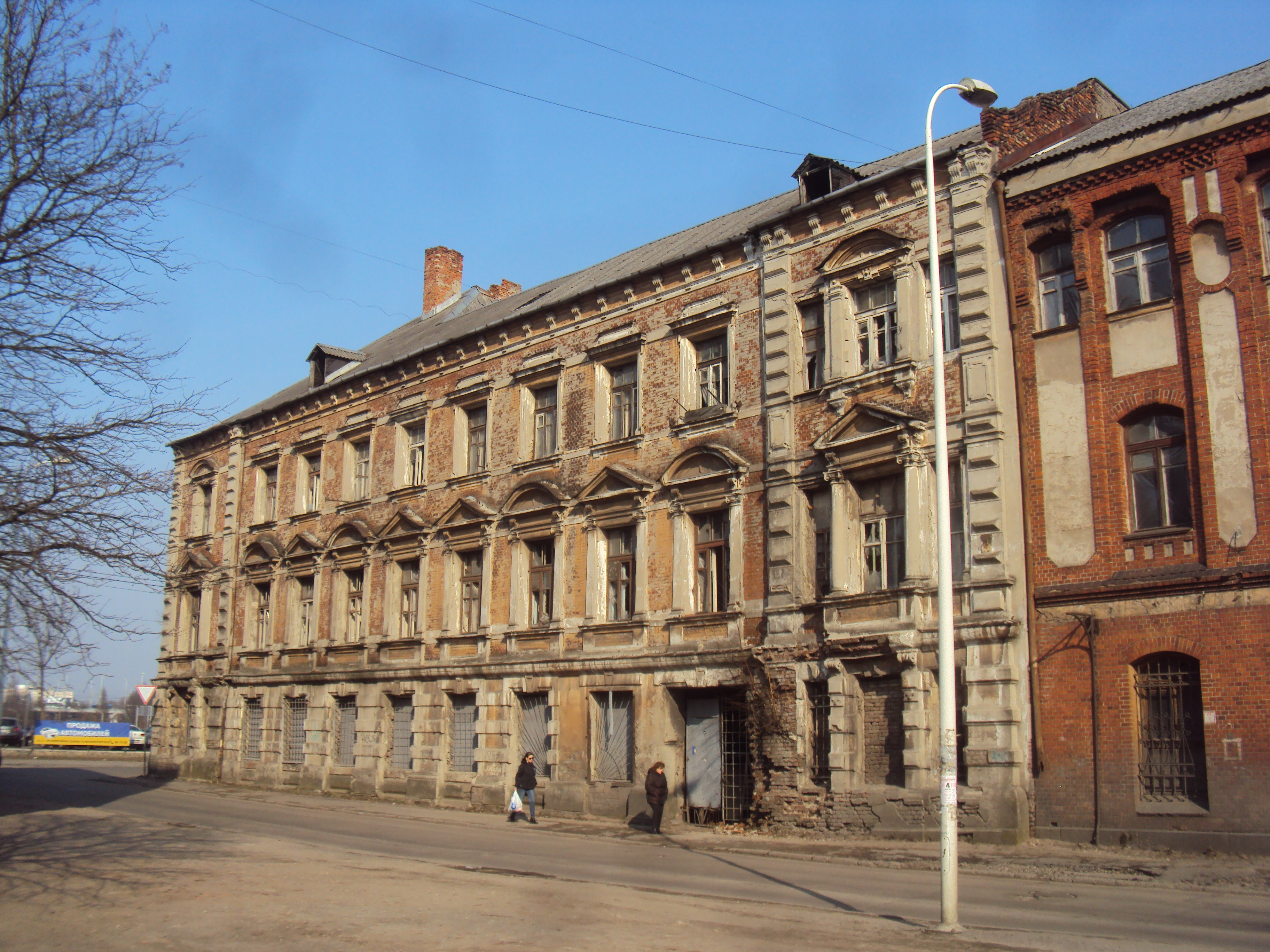
Gebäude der Staatlichen Bernstein-Manufaktur Königsberg (2016)

Das Gebäude der Staatlichen Bernstein-Manufaktur Königsberg an der Ecke von ul. Portowaja und ul. Serpuchowskaja (ehemals Sattlergasse 6 / Knochenstraße) in Kaliningrad wurde 1883 im Stil der Neorenaissance erbaut. Das ungenutzte Gebäude soll zu einer Außenstelle des Kaliningrader Bernsteinmuseums umgebaut werden.

## Geschichte
Das Gebäude wurde von der Firma „Stantien & Becker“ 1883 erbaut. Das Gebäude beherbergte die Direktion des Unternehmens, einen Bernsteinverarbeitungsbetrieb mit Sortierung und Pressereien, Bernsteinlager und zwei Wohnzimmer von Moritz Becker, und zusätzlich das unternehmenseigene Bernsteinmuseum.
Die Königlichen Bernsteinwerke Königsberg i. Pr. wurden 1899 nach dem Rückfall des Bernsteinrechts an das Königreich Preußen gegründet und produzierten Kunstwerke, Schmuck und andere Gegenstände aus Bernstein. 1912 waren bei den Bernsteinwerken 14 Beamte und 200 Arbeiter und Aufseher sowie 400 Heimarbeiterinnen beschäftigt. Nach dem Ersten Weltkrieg kamen die Bernsteinwerke an die Preussag, die das Königsberger Unternehmen 1926 als Zweigwerk Königsberg in die Staatliche Bernstein-Manufaktur Königsberg einbrachten. 1930 waren in allen Zweigstellen der Manufaktur über 1000 Mitarbeiter tätig.
Seit dem Zweiten Weltkrieg gehörte das Gebäude dem sowjetischen bzw. russischen Verteidigungsministerium. Bis 2009 diente es als militärisches Wohnheim. 2011 wurde das Gebäude vom Militär an das Bernsteinmuseum übergeben. 2013 wurden Pläne vorgestellt, nach denen das Haus für Ausstellungen des Bernsteinmuseums Kaliningrad verwendet werden soll. Geplant ist auch der Einbau einer Nachbildung des Bernsteinzimmers.

## Beschreibung
Das dreigeschossige Eckhaus mit dem Eingangsportal wurde 1883 im Stil der italienischen Neorenaissance erbaut. Die Fassade zur ehemaligen Sattlergasse ist sechs Fensterachsen breit. Zur Sattlergasse ist ein schweres Portal mit Giebel und Halbsäulen eingeführt. Dieses aufwändige Dekor ist typisch für ein Gebäude aus der Zeit des ausgehenden 19. Jahrhunderts. Die Fassade zur ehemaligen Knochengasse ist zehn Fensterachsen breit. Das Erdgeschoss ist als schweres Sockelgeschoss mit Quadersteinen aus Putz geschmückt. Andere Quadersteine aus Putz schmücken die Ecken und die schwach angedeuteten Risalite. Die Fensterbekrönungen im ersten Obergeschoss zeigen Bauschmuck in den Formen der italienischen Renaissance. Die Fensterbekrönungen bestehen abwechselnd aus Dreiecksgiebeln oder Segmentbögen. Auch die Fenster im obersten Stockwerk zeigen Renaissanceformen. Diese sind zurückhaltender dekoriert und werden meist nur mit einem einfachen Gebälk gedeckt. In den beiden Obergeschossen sind die roten Backsteine als Wandschmuck zwischen den Fenstern sichtbar belassen worden. Ein Konsolgesims bildet über den obersten Stockwerken den Abschluss zum Dach.